# 内藤勝介
内藤 勝介（ないとう しょうすけ/かつすけ）は、戦国時代の武将。織田氏の家臣。

## 生涯
早くから織田信秀に仕えて信頼を得ており、天文4年（1535年）に主君・信秀が嫡男・信長を那古野城主とした際には林秀貞、平手政秀、青山信昌と並んで「おとな衆」（家老）として補佐役に抜擢されている。
以後も信秀の戦いに参陣しており、特に天文11年（1542年）に発生した小豆坂の戦いでは、手柄を上げたと言う。天文20年（1551年）の信秀没後は信長にも仕えたようである。翌21年（1552年）、信長が謀叛を起こした山口教継を攻めた赤塚の戦いでは先手衆の一人として出陣している。
没年は不明であるが、永禄11年（1568年）に信長が足利義昭を奉じて上洛した時には死去していたものとされる。